# Urús
 Urús es un municipio español de la comarca de la Baja Cerdaña, en la provincia de Gerona, comunidad autónoma de Cataluña, situado al sur de la comarca y en el límite con la del Bergadá.

## Demografía
Urús cuenta con una población de 207 habitantes (INE 2024).
| Gráfica de evolución demográfica de Urús entre 1842 y 2021                                                          |
| |
| Población de derecho según los censos de población del INE Población de hecho según los censos de población del INE |

## Lugares de interés
- Iglesia de San Clemente, de origen románico.